# ジーン・ヘイゲン
ジーン・ヘイゲン（Jean Hagen、1923年8月3日 - 1977年8月29日）は、アメリカ合衆国・シカゴ出身の女優。

## 略歴
オランダ移民の両親の子としてシカゴで生まれ、後にインディアナ州エルクハートに移住。
エルクハート高校を卒業後、ノースウェスタン大学で演劇を学ぶ。
1946年にブロードウェイデビュー。ブロードウェイではジュディ・ホリデイの代役を務める。
1949年にキャサリン・ヘプバーン、スペンサー・トレイシー主演の『アダム氏とマダム』で映画デビュー。
1950年の『アスファルト・ジャングル』あたりからメインの役で起用されるようになり、1952年にはMGM製作のミュージカル『雨に唄えば』で悪声のサイレント映画スターのリナ・ラモントを演じて、一躍有名になり、見事アカデミー賞助演女優賞にもノミネートされた。
さらに1953年からはテレビシリーズ『Make Room for Daddy』に出演。エミー賞にも3度ノミネートされた。以降はテレビでも多く活躍。
他の代表作には2006年にティム・アレン主演でリメイクもされたディズニー作品の『ボクはむく犬』や俳優のレイ・ミランドが監督も手がけた異色SF映画『性本能と原爆戦』がある。
私生活では俳優のトム・サイデルと1947年に結婚。翌1948年に長男ディーン、1952年に長女アンジェラを出産するが、1965年に離婚。
1960年代に入ってからは健康を害して入退院を繰り返すようになり、1960年代後半からは女優業から遠ざかっていたが、1976年にテレビドラマ『刑事スタスキー&ハッチ』へのゲスト出演でカムバックを果たす。
しかし、1977年のテレビ映画『続・大都会の青春』を遺作に、8月29日喉頭癌のため54歳で死去。
『雨に唄えば』での終始甲高い声で喋っている姿の印象が強いが、実際には穏やかな声の持ち主であり、『雨に唄えば』での劇中劇のリナの台詞をキャシーが吹き替えるシーンでの台詞も、ジーン自身が吹き替えたものが使われている。また本作での劇中劇「踊る騎士」の中の歌はベティ・ノエスが吹き替えたものが使用された。

## 主な出演作品
| 公開年 | 邦題 原題                                          | 役名                 | 備考                                                  |
| ------ | -------------------------------------------------- | -------------------- | ----------------------------------------------------- |
| 1949   | アダム氏とマダム Adam's Rib                        | ベリル・ケイン       | 映画デビュー作                                        |
| 1950   | アパッチ族の最後 Ambush                            | マーサ・コノヴァン   |                                                       |
| 1950   | サイド・ストリート Side Street                     | ハリエット・シントン |                                                       |
| 1950   | アスファルト・ジャングル The Asphalt Jungle        | ドール・コノヴァン   |                                                       |
| 1952   | 雨に唄えば Singin in the Rain                      | リナ・ラモント       | アカデミー助演女優賞ノミネート                        |
| 1952   | カービン銃第一号 Carbine Williams                  | マギー・ウィリアムズ |                                                       |
| 1953   | ロデオの英雄 Arena                                 | メグ・ハッチンス     |                                                       |
| 1955   | 悪徳 The Big Knife                                 | コニー・ブリス       |                                                       |
| 1959   | ボクはむく犬 The Shaggy Dog                        | フリーダ・ダニエルズ | リバイバル公開時の日本語題『シャギー・ドッグ』        |
| 1960   | ルーズベルト物語 Sunrise at Campobello             | ミッシー・レ・ハント |                                                       |
| 1962   | 性本能と原爆戦 Panic in Year Zero!                 | アン・ボールドウィン |                                                       |
| 1964   | 誰が私を殺したか? Dead Ringer                      | デデ・マーシャル     | テレビ放送時の日本語題『黒い葬式〜誰が私を殺したか?』 |
| 1977   | 続・大都会の青春 Alexander: The Other Side of Dawn | 女将                 | テレビ映画                                            |